# Snårgöl
Snårgöl är en sjö i Hultsfreds kommun i Småland och ingår i Motala ströms huvudavrinningsområde.